# Hoyos

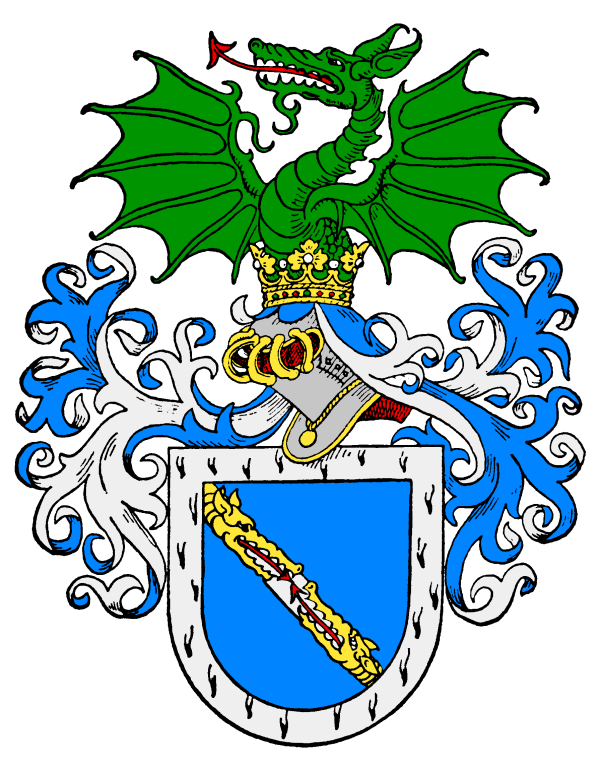
Herb Hoyos (de Hoyos)

Hoyos ( Reichsgraf Hoyos von Sprinzenstein, Freiherr zu Stichsensein) – ród szlachecki wywodzący się z monarchii habsburskiej.

## Historia rodu
W 1522 r. Johann Ernst de Hoyos przybywa z Kastylii do Austrii. Potwierdzenie szlachectwa i herbu otrzymał 13 lipca 1545 roku w Wormacji od cesarza Karola V.
Hans von Hoyos (gubernator Triestu) 13 lipca 1547 r. w Pradze otrzymuje tytuł barona wraz z predykatem zu Stichsenstein. 23 września 1674 r. tytuł hrabiego  otrzymał Leopold Carl baron von Hoyos.

## Posiadłości
Theresia  Hoyos z domu von Schlabrendorf, małżonka Ernsta Hoyos-Sprinzenstein władcy zamków Gutenstein i Hohenberg 1 stycznia 1809 r. wnosi do majątku Jastrowiec, Stare Rochowice, Gorzanowice i Świny, razem 1848 ha. Od 1825 r. do Theresia  Hoyos należy także Czernica Dolna.
Od 1909 r. właścicielem tych dóbr wraz Sadami Dolnymi przejętymi w czerwcu 1899 r. był szambelan królewski Stanislaus von Hoyos. Był on także posiadaczem: dóbr jarzmanowskiech (niem. Hermsdorf w latach 1910–1940).
W XX w. także Zamek Świny należał do rodu, po śmierci pruskiego ministra stanu Johanna Heinricha hrabiego von Churschwanda, wdowa po nim przekazuje zamek swemu wnukowi Rudolfowi Hoyos von Sprinzenstein. W 1905 r. hrabia Hoyos powierzył opiekę nad zamkiem związkowi Heimatverein Bolkenhain. Rodzina Hoyos-Sprinzenstein należała do przeciwników nazistowskiego reżimu. Za sprawą Gestapo Alois  Hoyos von Sprinzenstein sprzedał zamek, po czym jego żona Maria Amelia została wypuszczona z więzienia (w którym przebywała skazana za niepochlebne wypowiedzi na temat nazistów).
Rodzinny grób śląskich Hoyosów, parę lat temu starannie odrestaurowany, znajduje się na  przykościelnym cmentarzu w Starych Rochowicach.

## Herb
Tarcza ma układ sercowy. Pole sercowe (pierwsze pole) ma kolor niebieski, natomiast pozostałe czerwony. W pierwszym polu znajduje się głowa gronostaja i smoka trzymające w paszczy belkę. W drugim i piątym polu znajduje się kotwica na łańcuchu, zawieszona nad falującą wodą. W polu trzecim i czwartym, zwrócone w prawo dwa idące lwy. W klejnocie znajdują się dwa ukoronowane hełmy, nad prawym wspięty smok, nad lewym lew, zwrócone ku sobie.